# خانواده اصفهانی
خانواده اصفهانی (به انگلیسی: Ispahani family) خانواده تاجر فارسی‌زبان بنگالی مستقر در بنگلادش می‌باشند، که مالکیت گروه اصفهانی را در اختیار دارند. این گروه در حال حاضر بزرگ‌ترین شرکت خوشه‌ای بنگلادش و یکی از بزرگ‌ترین گروه‌های صنعتی این کشور، بشمار می‌آید.
بنیانگذار این خانواده میرزا محمد اصفهانی (۱۷۸۹–۱۸۵۰) است. وی که بازرگانی ایرانی‌تبار و مقیم اصفهان بود، در اواخر دهه ۱۸۱۰ میلادی از اصفهان به بمبئی مهاجرت کرد. میرزا محمد در سال ۱۸۲۰ گروه اصفهانی را تأسیس نمود. این گروه صنعتی توسط نسل‌های بعدی خانواده اصفهانی، توسعه پیدا کرد.
از افراد شناخته شده خانواده اصفهانی می‌توان به اشخاص زیر اشاره کرد:
- میرزا محمد اصفهانی (۱۷۸۹–۱۸۵۰)
- میرزا مهدی اصفهانی (۱۸۴۱–۱۹۱۳)
- میرزا محمد دوم اصفهانی (۱۸۷۱–۱۹۲۵)
- میرزا احمد اصفهانی (۱۸۹۸–۱۹۸۶)
- میرزا ابوالحسن اصفهانی (۱۹۰۲–۱۹۸۱)
- میرزا صدری اصفهانی (۱۹۲۳–۲۰۰۴)
- فرح ناز اصفهانی

گرچه امروزه اغلب اعضای خانواده اصفهانی در کشورهای بنگلادش، بریتانیا و پاکستان مستقر می‌باشند، ولی در مجموع از اقلیت پارسیان هند بشمار می‌آیند و از لحاظ نفوذ اجتماعی، سیاسی و اقتصادی، هم‌ردیف خانواده گودرج و خانواده تاتا می‌باشند.